# Vermenton
Vermenton é uma comuna francesa na região administrativa de Borgonha-Franco-Condado, no departamento de Yonne. Estende-se por uma área de 53.34 km². Em 2010 a comuna tinha 1 284 habitantes (densidade: 24,1 hab./km²).
Em 1 de janeiro de 2016, incorporou a antiga comuna de Sacy ao seu território.